# パリャーズ・スビラー

パリャーズ・スビラー（Pallars Sobirà カタルーニャ語発音: [pəˈʎaz suβiˈɾa] 地元方言発音:[paˈʎaz soβiˈɾa]）は、スペイン、カタルーニャ州のコマルカ。リェイダ県に属する。南隣りのコマルカパリャーズ・ジュサーとともに歴史的地域パリャースを構成していたが、1936年のコマルカの分割によって北部はパリャーズ・スビラー（スビラーは「上の」を意味する）と南部はパリャーズ・ジュサー（ジュサーは「下の」を意味する）の2つのコマルカとして創設された。1987年のカタルーニャ自治州の創設後、このコマルカ分割はかつてのパリャーズ・スビラー伯領（Condado de Pallars Sobirà）という歴史的一体性を尊重する形で、再創設が行われた。
北はフランス（ミディ＝ピレネー地域圏）と、東はアンドーラ公国（ラ・マサーナ教区）と、南東はアルト・ウルジェイと、南はパリャーズ・ジュサーと、そして西はバル・ダランと隣接する。
領域は山岳地域となっており、アクセスは容易ではない。コマルカ内にはカタルーニャ州最高峰のアスタッツ峰（Pica d'Estats、3,143m）がある。コマルカへの唯一の天然の入り口は、南からのもので、ヌゲーラ・パリャレーザ谷（Noguera Pallaresa）のクラガッツ隘路（Congost de Collegats）のみである。コマルカ内にはアイグアストルタス・サン・マウリシオ湖国立公園（es:Parque nacional de Aigüestortes y Lago de San Mauricio）の大部分が位置する。また、多くのプレロマネスク、およびロマネスク建築を見ることができる。現在住民の多くはサービス業に従事している。
カスティーリャ語による表記はPallars Sobirá。

## 地理

### 人口
| パリャーズ・スビラーの人口推移（1900年 - 2010年） |        |        |        |        |        |        |       |       |       |       |       |
| 1900                                              | 1910   | 1920   | 1930   | 1940   | 1950   | 1960   | 1970  | 1981  | 1991  | 2000  | 2010  |
| 12,990                                            | 12,475 | 13,634 | 12,507 | 10,483 | 10,223 | 10,240 | 7,700 | 5,247 | 5,046 | 6,050 | 7,646 |
| 出典:IEC（カタルーニャ統計局）                    |        |        |        |        |        |        |       |       |       |       |       |

### 構成自治体
| パリャーズ・スビラーの構成自治体（2011年）      |            |             |                    |
| 自治体                                          | 人口（人） | 面積（km²） | 人口密度（人/km²） |
| アリンス（Alins）                               | 305        | 183.2       | 1.7                |
| アルト・アネウ（Alt Àneu）                      | 450        | 217.8       | 2.1                |
| バッシ・パリャース（Baix Pallars）              | 382        | 129.4       | 3.0                |
| アスポット（Espot）                             | 350        | 97.3        | 3.6                |
| アステーリ・ダネウ（Esterri d'Àneu）            | 924        | 8.5         | 108.8              |
| アステーリ・ダ・カルドース（Esterri de Cardós） | 77         | 16.6        | 4.7                |
| ファレーラ（Farrera）                           | 140        | 61.9        | 2.3                |
| ラ・ギンゲータ・ダネウ（La Guingueta d'Àneu）   | 347        | 108.4       | 3.2                |
| リャドーラ（Lladorre）                          | 244        | 147.0       | 1.7                |
| リャブルジー（Llavorsí）                        | 373        | 68.5        | 5.4                |
| リアルプ（Rialp）                               | 664        | 63.3        | 10.5               |
| スリゲーラ（Soriguera）                         | 368        | 106.4       | 3.5                |
| ソールト（Sort）                                | 2,360      | 105.0       | 22.5               |
| ティルビア（Tírvia）                            | 160        | 8.5         | 18.8               |
| バル・ダ・カルドース（Vall de Cardós）          | 404        | 56.2        | 7.2                |
| 計                                              | 7,548      | 1,377.9     | 5.5                |
| 出典: IEC（カタルーニャ統計局）                 |            |             |                    |